# Championnat d'Islande de football 1968
Navigation
Saison précédente Saison suivante
La saison 1968 du Championnat d'Islande de football était la 57e édition de la première division islandaise. Les six clubs jouent les uns contre les autres lors de rencontres disputées en matchs aller et retour.
C'est le KR Reykjavik qui termine en tête du championnat. Il décroche le 20e titre de son histoire.
La fédération décide d'augmenter le niveau du championnat en passant de six à huit clubs en deux ans. De ce fait, le champion de 2. Deild est directement promu tandis que le dernier de 1. Deild affronte en poule de promotion/relégation les 2e et 3e de 2. Deild pour une seule place en première division.

## Les 6 clubs participants
| \| Reykjavik : · Fram - Valur - KR IBV Vestmannaeyjar ÍBA Akureyri ÍBK Keflavík \| Clubs participants |
| Reykjavik : · Fram - Valur - KR IBV Vestmannaeyjar ÍBA Akureyri ÍBK Keflavík                          |

| Club               | Classement 1967 | Stade            | Ville          |
| ------------------ | --------------- | ---------------- | -------------- |
| IBV Vestmannaeyjar | 2. Deild        | Hásteinsvöllur   | Vestmannaeyjar |
| Fram Reykjavik     | 2               | Laugardalsvöllur | Reykjavik      |
| ÍBK Keflavík       | 4               | Keflavíkurvöllur | Keflavík       |
| KR Reykjavik       | 5               | Laugardalsvöllur | Reykjavik      |
| ÍBA Akureyri       | 3               | Akureyrarvöllur  | Akureyri       |
| Valur Reykjavik    | 1               | Laugardalsvöllur | Reykjavik      |

## Compétition

### Classement
Le barème de points servant à établir le classement se décompose ainsi :
- Victoire : 2 points
- Match nul : 1 point
- Défaite : 0 point

| Rang | Équipe                 | Pts | J  | G | N | P | Bp | Bc | Diff |
| ---- | ---------------------- | --- | -- | - | - | - | -- | -- | ---- |
| 1    | KR Reykjavik           | 15  | 10 | 6 | 3 | 1 | 27 | 16 | +11  |
| 2    | Fram Reykjavik         | 12  | 10 | 4 | 4 | 2 | 17 | 15 | +2   |
| 3    | Valur Reykjavik T      | 10  | 10 | 3 | 4 | 3 | 18 | 15 | +3   |
| 4    | ÍBA Akureyri           | 10  | 10 | 3 | 4 | 3 | 17 | 14 | +3   |
| 5    | ÍBV Vestmannaeyjar P C | 9   | 10 | 4 | 1 | 5 | 16 | 21 | -5   |
| 6    | ÍBK Keflavík           | 4   | 10 | 0 | 4 | 6 | 5  | 19 | -14  |

|  | Qualifié pour la Coupe d'Europe des clubs champions 1969-1970 |
|  | Qualifié pour la Coupe des Coupes 1969-1970                   |
|  | Qualifié pour la Coupe des villes de foires 1969-1970         |
|  | Barrage de promotion/relégation                               |

### Matchs
| Résultats (▼dom., ►ext.)                                   | Fram | Akur | IBV | Kef | KR  | Val |
| Fram Reykjavik                                             |      | 1-1  | 0-0 | 2-1 | 2-2 | 2-0 |
| ÍBA Akureyri                                               | 1-2  |      | 3-0 | 1-1 | 2-3 | 2-2 |
| ÍBV Vestmannaeyjar                                         | 2-4  | 4-2  |     | 2-0 | 0-3 | 3-1 |
| ÍBK Keflavík                                               | 1-1  | 0-1  | 0-1 |     | 2-2 | 0-3 |
| KR Reykjavik                                               | 3-1  | 0-3  | 4-3 | 6-0 |     | 2-1 |
| Valur Reykjavik                                            | 4-2  | 1-1  | 4-1 | 0-0 | 2-2 |     |
| - Victoire à domicile - Match nul - Victoire à l'extérieur |      |      |     |     |     |     |

#### Barrage promotion-relégation
|  |    | Poule promotion-relégation | Pts | J | G | N | D | Bp | Bc |
|  | -- | -------------------------- | --- | - | - | - | - | -- | -- |
|  | 1. | ÍA Akranes (D2)            | 3   | 2 | 1 | 1 | 0 | 2  | 1  |
|  | 2. | ÍBK Keflavík (D1)          | 2   | 2 | 1 | 0 | 1 | 7  | 2  |
|  | 3. | Haukar Hafnarfjörður (D2)  | 1   | 2 | 0 | 1 | 1 | 2  | 8  |

| Résultats des matchs |       |                      |
| ÍA Akranes           | 1 - 0 | ÍBK Keflavík         |
| ÍBK Keflavík         | 7 - 1 | Haukar Hafnarfjörður |
| Haukar Hafnarfjörður | 1 - 1 | ÍA Akranes           |

## Bilan de la saison
| Tableau d'Honneur                 |                    |
| Compétition                       | Vainqueur          |
| Championnat d'Islande de football | KR Reykjavik       |
| Coupe d'Islande de football       | ÍBV Vestmannaeyjar |

| Qualifications européennes                   |                    |
| Coupe d'Europe des clubs champions 1969-1970 | Qualifié           |
| 1er tour                                     | KR Reykjavik       |
| Coupe des Coupes 1969-1970                   | Qualifié           |
| Tour préliminaire                            | ÍBV Vestmannaeyjar |
| Coupe des villes de foires 1969-1970         | Qualifié           |
| Tour préliminaire                            | Valur Reykjavik    |

| Promotion et relégation |            |
| Relégué en 2. Deild     | Aucun      |
| Promu en 1. Deild       | IA Akranes |

1. ↑  L'ÍBK Keflavík se maintient en 1. Deild après avoir fini 2e de la poule de promotion/relégation.

## Meilleurs buteurs
| # | Buteurs            | Clubs           | Nb de Buts |
| - | ------------------ | --------------- | ---------- |
| 1 | Olafur Larusson    | KR Reykjavik    | 8          |
| 1 | Kari Arnason       | ÍBA Akureyri    | 8          |
| 1 | Helgi Numason      | Fram Reykjavik  | 8          |
| 1 | Reynir Jonsson     | Valur Reykjavik | 8          |
| 5 | Hermann Gunnarsson | Valur Reykjavik | 7          |